# Highway to Hell (Lied)
Highway to Hell ist ein Lied der australischen Rockband AC/DC. Es wurde im Juli 1979 vorab als erste Single aus ihrem gleichnamigen Album veröffentlicht. Das Stück avancierte unter anderem zum Charthit in Deutschland und den Vereinigten Staaten.

## Entstehung
Das Hauptriff von Highway to Hell wurde von Angus Young geschrieben, Malcolm Young und Bon Scott waren auch am Songwriting beteiligt, letzterer schrieb den Text. Das Stück ist auf das Leben auf Tour bezogen. Der Zeitschrift Metro sagte der spätere Sänger Brian Johnson: „It was written about being on the bus on the road where it takes forever to get from Melbourne or Sydney to Perth across the Nullarbor Plain. When the Sun's setting in the west and you're driving across it, it is like a fire ball. There is nothing to do, except have a quick one off the wrist or a game of cards, so that's where Bon came up with the lyrics.“ („Es wurde über das Leben im Bus geschrieben, wenn es eine Ewigkeit dauert, von Melbourne oder Sydney über die Nullarbor-Ebene nach Perth zu gelangen. Wenn die Sonne im Westen untergeht und du daran vorbei fährst, ist sie wie ein Feuerball. Es gibt nichts zu tun, außer Dir kurz mal einen runterzuholen oder Karten zu spielen. Dabei fiel Bon der Text ein.“) Eine oft genannte Erklärung für den Titel ist der Bezug auf den Canning Highway in Australien, der an einer Stelle nahe Fremantle Highway to Hell genannt worden sei. In der Nähe von Bon Scotts Lieblingskneipe The Raffles hat es am Ende eines Gefälles an einer Kreuzung besonders viele Unfallopfer gegeben.

## Musikstil
Highway to Hell ist ein Midtempo-Rockstück mit einem Tempo von etwa 113 BPM. Die Saiteninstrumente sind nicht auf den Kammerton, sondern auf ein a mit ungefähr 430 Hertz gestimmt.
Highway to Hell war der erste AC/DC-Song, der die Charts in den USA erreichte. So trug er auch dazu bei, die Albumverkäufe anzukurbeln. Das Lied wurde ein Live-Klassiker. 1992 wurde eine Live-Version aus dem Album Live: 2 CD Collector's Edition erneut als Single veröffentlicht. Das Lied war unter anderem auch auf den Live-Veröffentlichungen Live und Let There Be Rock: The Movie enthalten.

## Rezensionen
Das Magazin Rolling Stone setzte den Song auf den 254. Platz seiner 500 besten Lieder aller Zeiten. Der Autor Martin Popoff setzte den Song auf Platz 23 in seinem Buch The Top 500 Heavy Metal Songs of All Time.

## Kommerzieller Erfolg

### Chartplatzierungen
Im Oktober 2016 platzierte sich die Single an der Chartspitze der 1970er-Ausgabe in den deutschen Most-Wanted-Charts, was Highway to Hell zum meistvertriebenen Titel des Monats aus der Dekade machte.
| ChartsChartplatzierungen       | Höchstplatzierung | Wochen |
| ------------------------------ | ----------------- | ------ |
| Deutschland (GfK)              | 30 (44 Wo.)       | 44     |
| Österreich (Ö3)                | 52 (1 Wo.)        | 1      |
| Schweiz (IFPI)                 | 65 (3 Wo.)        | 3      |
| Vereinigte Staaten (Billboard) | 47 (10 Wo.)       | 10     |
| Vereinigtes Königreich (OCC)   | 4 (8 Wo.)         | 8      |

### Auszeichnungen für Musikverkäufe
| Land/Region                  | Auszeichnungen für Musikverkäufe (Land/Region, Auszeichnung, Verkäufe) | Verkäufe   |
| ---------------------------- | ---------------------------------------------------------------------- | ---------- |
| Brasilien (PMB)              | 2× Platin                                                              | 120.000    |
| Dänemark (IFPI)              | 2× Platin                                                              | 180.000    |
| Deutschland (BVMI)           | 3× Gold                                                                | 900.000    |
| Italien (FIMI)               | 3× Platin                                                              | 300.000    |
| Kanada (MC)                  | 9× Platin                                                              | 720.000    |
| Mexiko (AMPROFON)            | 2× Diamant · + 3× Gold                                                 | 690.000    |
| Neuseeland (RMNZ)            | 5× Platin                                                              | 150.000    |
| Portugal (AFP)               | 2× Platin                                                              | 20.000     |
| Spanien (Promusicae)         | 3× Platin                                                              | 180.000    |
| Vereinigte Staaten (RIAA)    | 6× Platin · + Gold (Ringtone)                                          | 6.500.000  |
| Vereinigtes Königreich (BPI) | 3× Platin                                                              | 1.800.000  |
| Insgesamt                    | 3× Gold · 37× Platin · 2× Diamant ·                                    | 11.560.000 |

Hauptartikel: AC/DC/Auszeichnungen für Musikverkäufe

## Coverversionen
Es existieren mehrere deutschsprachige Coverversionen, bei denen der Titel des Liedes verballhornt wird. Zu den bekanntesten Fassungen zählen Erst auf dem Heimweg wird’s hell von Otto Waalkes und Mir ist der Heimweg zu hell von Rudolf Rock & die Schocker.